# Preaxostyla
Preaxostyla је група једноћелијских хетеротрофних протиста, чије представнике карактеришу 4 бича и 4 кинетозома по кинетиду. Не поседују митохондрије. Апоморфна карактеристика читаве групе је постојање (у кинетиду) I-влакна са преаксостиларном подструктуром, одакле и потиче име групи. Врсте рода Trimastix поседују цитостом, док он не постоји у ћелијама оксимонада.

## Систематика, филогенија и екологија
обухвата интестиналне симбионте инсеката (углавном термита) из реда Oxymonadida и род слободноживећих организама (Trimastix) који насељавају станишта сиромашна кисеоником где се хране бактеријама.
Филогенетски положај групе оксимонада унутар протиста није био са сигурношћу утврђен, чак и са употребом молекуларних метода систематике. Први кохерентни резултати добијени су у истраживањима сличности SSU рибозомалних РНК, када се утврдила сродност са родом Trimastix, све у оквиру веће групе Excavata. У неколико следећих истраживања овај положај је потврђен. 